# Roland Moss
Roland Moss jr. (* 20. September 1946 in St. Matthews, South Carolina) ist ein ehemaliger US-amerikanischer American-Football-Spieler auf der Position des Runningbacks und Tight Ends. Er spielte drei Saisons in der National Football League (NFL).

## Karriere
Moss spielte von 1966 bis 1968 College Football als Runningback an der University of Toledo für die Toledo Rockets. In seinem Juniorjahr erlief er 833 Yards und half damit den Rockets erstmals eine Meisterschaft in der Mid-American Conference (MAC) zu erlangen. Er wurde dafür ins First-team All-MAC gewählt. In seinem letzten Jahr erlief er 1.145 Yards, der elftbeste Wert des Landes in jenem Jahr und erzielte 84 Punkte, der zweitbeste Wert des Jahres. Er wurde damit zum ersten Spieler der Rockets, der mehr als 1.000 Yards in einer Saison erlief. Er wurde deshalb erneut ins First-team All-MAC gewählt. Insgesamt erlief er 2.421 Yards, der Bestwert der Rockets zu jenem Zeitpunkt, 32 Touchdowns und hatte elf Spiele, in denen er für mehr als 100 Yards lief. Zum 100-jährigen Jubiläum der Rockets 2017 wurde Kennedy auf Platz 27 des All-Century-Teams gewählt.
Im gemeinsamen Draft der NFL und AFL 1969 wurde Moss in der siebten Runde als 181. Spieler von den Baltimore Colts ausgewählt. Noch vor Beginn der Regular Season 1970 wurde Moss von den Colts entlassen. Nach kurzen Stationen bei den San Diego Chargers und den Buffalo Bills in der Saison 1970, wo er auch auf die Position des Tight Ends wechselte, wurde Moss 1971 von den New England Patriots verpflichtet. Im Spiel gegen die Oakland Raiders fing er sowohl den ersten angekommenen Pass, als auch den ersten Touchdown von Jim Plunkett.